# Sacrifice (Motörhead)
| Recensione             | Giudizio |
| ---------------------- | -------- |
| AllMusic               |          |
| Encyclopaedia Metallum | 91/100   |

Sacrifice è il dodicesimo album dei Motörhead, pubblicato nel 1995 per la CMC.
È stato il secondo e ultimo album dei Motörhead comprendente la formazione a quattro con Lemmy, Phil Campbell, Würzel e Mikkey Dee. Subito dopo le registrazioni dell'album infatti, Wurzel lasciò la band. L'album, continua la tradizione di buoni album prodotti dai Motörhead dopo il precedente Bastards, del 1993.
Sacrifice è infatti un buon album che celebra il ventennale della band ed il cinquantesimo compleanno di Lemmy con sonorità che ricordano il fortunato Ace of Spades.

## Il disco
L'album è, a detta di molti fan, uno dei migliori lavori prodotti dai Motörhead negli anni '90. Il disco inizia con l'omonima title track, accompagnata anche da un ottimo video, Sacrifice. Parlando della canzone, è tra i pezzi migliori dell'album e della band, che durante i concerti la esegue con un lungo assolo di batteria di Mikkey Dee (come in Live at Brixton Academy per esempio).
Dopo la title track, il disco propone la velocissima Sex & Death, brano in cui il frontman dimostra buone doti canore.
A seguire, un altro classico motorheadiano, Over Your Shoulder, più lento della precedente traccia ma molto coinvolgente.
La quarta e quinta traccia, War for War e Order/Fade to Black abbassano un po' i ritmi dell'album.
Con Dog-Face Boy e All Gone to Hell si ritorna a buoni livelli.
Mentre con l'ottava traccia Make 'Em Blind il livello cala ancora; il brano è forse il punto più debole dell'intero album assieme all'ultima traccia Out of the Sun.
Con la nona e decima canzone Don't Waste Your Time e In Another Time il gruppo presenta quanto di meglio ha da offrire sotto ogni punto di vista, con buoni ritornelli e assoli di chitarra.
Nel complesso l'album ricalca fedelmente il precedente lavoro della band, rallentando, però, un po' i ritmi ed incupendo leggermente il sound.
Nella copertina è evidente il riferimento sessuale all'interno della bocca dello Snaggletooth (lingua e gola).

## Tracce
1. Sacrifice (Burston, Campbell, Dee, Kilmister) - 3:16
2. Sex & Death (Motörhead) - 2:02
3. Over Your Shoulder (Burston, Campbell, Dee, Kilmister) - 3:17
4. War for War (Motörhead) - 3:08
5. Order / Fade to Black (Motörhead) - 4:02
6. Dog-Face Boy (Motörhead) - 3:25
7. All Gone to Hell (Motörhead) - 3:41
8. Make 'Em Blind (Kilmister) - 4:25
9. Don't Waste Your Time (Kilmister) - 2:32
10. In Another Time (Motörhead) - 3:09
11. Out of the Sun (Motörhead) - 3:43

## Formazione
- Lemmy Kilmister - basso, voce
- Phil Campbell - chitarra
- Würzel - chitarra
- Mikkey Dee - batteria

### Ospiti speciali
- Bill Bergman - sassofono per la traccia Don't Waste Your Time
- John Paroulo - pianoforte per la traccia Don't Waste Your Time